# Inkhundla Mayiwane
L'Inkhundla Mayiwane è uno dei quattordici tinkhundla del distretto di Hhohho, nell'eSwatini.

## Geografia antropica

### Suddivisioni amministrative
L'Inkhundla è suddiviso nei 5 seguenti imiphakatsi: Emfasini, Herefords, Mavula, Mkhuzweni, Mkhweni.